# طرفداری (وبگاه)
طرفداری یک وبگاه خبری ورزشی است که در سال ۱۳۹۱ آغاز به کار کرد. پایگاه خبری و اطلاع‌رسانی طرفداری در زمینه اجتماعی، ورزشی به زبان فارسی به شماره ثبت ۷۵۹۱۴ در معاونت مطبوعاتی وزارت فرهنگ و ارشاد اسلامی ثبت شده‌است.

## تاریخچه
سال ۱۳۸۹ یک صفحه ورزشی به اسم «کل کل باشگاه های اروپایی» در فیسبوک با مدیریت حدود ۲۰ علاقه‌مند به فوتبال که هرکدام صفحاتی در فیسبوک در هواداری یکی از تیم‌های فوتبال اروپایی داشتند، فعالیت خود را آغاز کرد. پس از گذشت مدتی این گروه تصمیم گرفت با ایجاد یک سایت به فعالیت خود شکلی رسمی‌تر دهد.  
این حلقه که شامل نفراتی مثل محمدعلی جنت‌خواه دوست، شهروز حدادیان، علی امیری‌فر و میلاد گودرزی می‌شد با اضافه شدن نفراتی باتجربه در عرصه‌ی رسانه مثل مانند مهیار میرزاپور و مهدی جوانی در کنار حضور محمدعلی اکبری به عنوان مسئول بخش فنی، خود را به عنوان مرجعی قدر برای فوتبال خارجی در کنار گل فارسی که شعبه‌ای از گل بین‌الملل بود مطرح کردند. با تعطیل شدن گل فارسی که رقیب طرفداری بود، رقیبی جدید به نام ورزش ۳ به وجود آمد که در شروع، در صداوسیما تبلیغ شد. اگرچه طرفداری کار خود را به عنوان مرجعی کامل در حوزه‌ی فوتبال خارجی آغاز کرده بود، طی سال‌های اخیر در بخش داخلی نیز رشد کرده است. مصاحبه‌های متعدد با بزرگان فوتبال ایران، تولید برنامه‌های اختصاصی و انتشار ارقام مالی باشگاه‌های داخلی از جمله نشانه‌های این موضوع هستند. این سایت اکنون با رسانه‌هایی مانند فوتبال ۳۶۰ و زوم‌اسپورت رقابت دارد. 
دو سال پس از شروع به کار طرفداری در فضایی دوستانه، این وبسایت جذب گروه رسانه‌های پیک برتر شد. در این مدت وبسایت طرفداری به کوچه‌ی هدیه، روبروی حسینیه ارشاد نقل‌مکان کرد. این همکاری و سهامداری حالا ادامه ندارد و طرفداری و پیک برتر از سال ۱۴۰۰ به مسیر مجزای خود می‌روند. 

## فیلترینگ
سایت طرفداری در سال ۱۳۹۵ درخواست کتبی صداوسیما به دلیل پخش زنده مسابقات ورزشی فیلتر شده بود، پس از حذف قابلیت پخش زنده به‌طور کامل رفع فیلتر شد. 

## ویژگی‌ها
طرفداری در دوره‌ی حیات خود سعی کرده با الگوگیری از رسانه‌های خارجی مطرح در زمینه‌ی ورزشی، فضایی متفاوت از رسانه‌های ورزشی داخلی به وجود بیاورد. به همین دلیل در طرفداری شاهد خصوصیاتی مثل اسلاید مطالب برگزیده، عکس‌های باکیفیت و عریض برای مطالب، رعایت اصول سئو در اخبار، یادداشت‌های مفصل تحلیلی-تاریخی، مشخص بودن نام نویسنده و تصویر او و وجود ارتباط نزدیک و مستقیم بین نویسنده و کاربر هستید. 
در حال حاضر نویسندگان و کارشناسان با تجربه ای مثل مهدی حدادپور، حسین خسروی، کیان موسوی، مهدی پورپاکار، علی آقا احمدی و امیررضا حجت پور، علی امیری فر، کیهان خوش سیما، جواد محبوب، امین آبشاهی و امیر توسلی با این وبگاه رسانه ای همکاری می کنند. 

### انتخاب تیم منتخب قرن
سایت طرفداری برگزار کننده پروژه انتخاب تیم منتخب قرن فوتبال ایران است که در آن با افرادی چون علی دایی، سید مهدی رحمتی و امیر قلعه‌نویی به گفتگو پرداخته‌است. 
گفتگوهای این انتخابات مهم و تاثیر گذار توسط مهدی حدادپور، تاریخ نگار فوتبال ایران انجام شده است.

### پوشش ویدیویی
به جز پوشش خبری، طرفداری در زمینه پوشش ویدئویی نیز فعال است. از این رو خلاصه بازی، گل‌ها، فول‌مچ و ویدئوهای متعددی از ورزش‌های مختلف داخلی و خارجی در این رسانه به صورت مرتب کار می‌شود. 

### شبکه اجتماعی
طرفداری از آن حیث، نسبت به رسانه‌های ورزشی دیگر منحصربه‌فرد است که کاربران قادر به فعالیت در بخش شبکه‌ی اجتماعی آن هستند و می‌توانند محتوای ورزشی و غیرورزشی تولید کنند. آنها می‌توانند صفحاتی اختصاصی داشته باشند، دیگران را دنبال کنند، دنبال شوند، محتواهای مختلف ارسال کنند و حول محور نام و توانایی خود، برند سازی نمایند.

### ستون نویسندگان
ایستگاه تاکتیک مجموعه یادداشت‌هایی هستند که به صورت ترجمه یا تالیف به بررسی تاکتیکی مسابقات فوتبال می پردازند. این یادداشت‌ها توان آموزش مربیان جوان داخلی را دارند. ستون نویسندگان در طرفداری به جز پرداختن به مسائل تاکتیکی، در زمینه مباحث تاریخی و خاطره‌بازی نیز فعالیت دارد. از ستون‌نویس‌های معروف دوره حیات طرفداری می‌توان به حمیدرضا صدر اشاره کرد.

### اینفوگرافی و تصاویر گرافیکی اختصاصی
به همت گرافیست‌های خوش‌ذوق، طرفداری تلاش کرده آرشیوی منحصربه‌فرد در خصوص تاریخ ورزش ایران و گاه جهان فراهم آورد. از آن دسته می‌توان به رشته‌مطالب تاریخ دربی به همراه بازطراحی لباس‌های کلاسیک، بررسی گرافیکی تیم‌های حاضر در تورنمنت‌ها، اینفوگرافی برنده‌های توپ طلا و طراحی پوستر اختصاصی اشاره کرد.    

### مسابقه پیش بینی
طبق رسمی قدیمی، طرفداری در ایام تورنمنت‌ها اقدام به برگزاری مسابقه پیش‌بینی بین کاربران خود می‌نماید. برای مثال در جریان جام جهانی 2022، مسابقه‌ای برای پیش‌بینی این رویداد برگزار شد. به این ترتیب که به صورت روزانه جوایزی پنج میلیونی و در پایان تورنمنت، سه آیفون به نفرات برتر اهدا شد.  